# KBA-117自动榴弹发射器
KBA-117自动榴弹发射器是乌克兰制造的30毫米自动榴弹发射器系列，针对苏制AGS-17研制。可用于消灭位于掩体、战壕和地形自然褶皱后方（凹陷处、峡谷、反向斜坡）的敌方人员和摧毁敌方阵地。KBA-117可安装在炮塔上，由国营企业火炮武器设计局研制并生产。

## 一般数据
KBA-117针对苏制AGS-17研制，用于集成在遥控武器系统中，因此发射器本身不带瞄准装置和手动释放装置。KBA-117可安装并集成至雷霆炮塔、暴风炮塔、风暴炮塔、KAU-30M、帆式炮塔等遥控武器系统中。
厂商还研制了供步兵使用的KBA-119自动榴弹发射器，此型号的研制是为增强步兵的火力，因此改进了一些设计特征。特别是在榴弹发射器上安装了手柄、扳机和瞄准器。
2020年12月初，首批KBA.117-02步兵用自动榴弹发射器在代斯纳第169训练中心的训练场通过了验收测试，现场有乌克兰国防部第1285军事代表处的专家。现已移交乌克兰武装部队。
KBA-117自动榴弹发射器可发射VOG-17、VOG-17M破片榴弹。榴弹发射器的射击采用落地式或铰链式弹道，单发或自动射击。
2019年被乌克兰武装部队正式采用。

## 衍生型
- KBA-117：根据苏制AGS-17研制。发射器集成在装甲战斗车辆的炮塔上。
- KBA-119：供步兵使用的改装版。榴弹发射器安装在三脚架上。
- KBA-117-02：供步兵使用的改装版。[5]2020年12月6日，据火炮武器设计局（隶属于乌克兰国防工业）的新闻报道，该公司的专家成功完成了第一批KBA-117-02榴弹发射器的验收测试。KBAO制造的30毫米自动榴弹发射器KBA-117-02“步兵型”在代斯纳第169训练中心（英语：169th Training Centre (Ukraine)）进行了测试，国防部第1285军事代表处参加了测试。2020年10月进行了一系列试射，对与苏联步兵用AGS-17类似型号改装的30毫米自动榴弹发射器KBA-117-02进行了成功的实战典型测试。由于乌克兰武装部队需要此类武器，因此厂商在乌克兰军方多次呼吁后推出了这种模块。[8]

## 特征
- 爆炸性物质的质量：0.0036kg
- 榴弹初速：185m/s
- 最大射高：905m[6]

## 使用方
- 乌克兰：乌克兰武装部队于2019年正式列装。[5]

## 相册

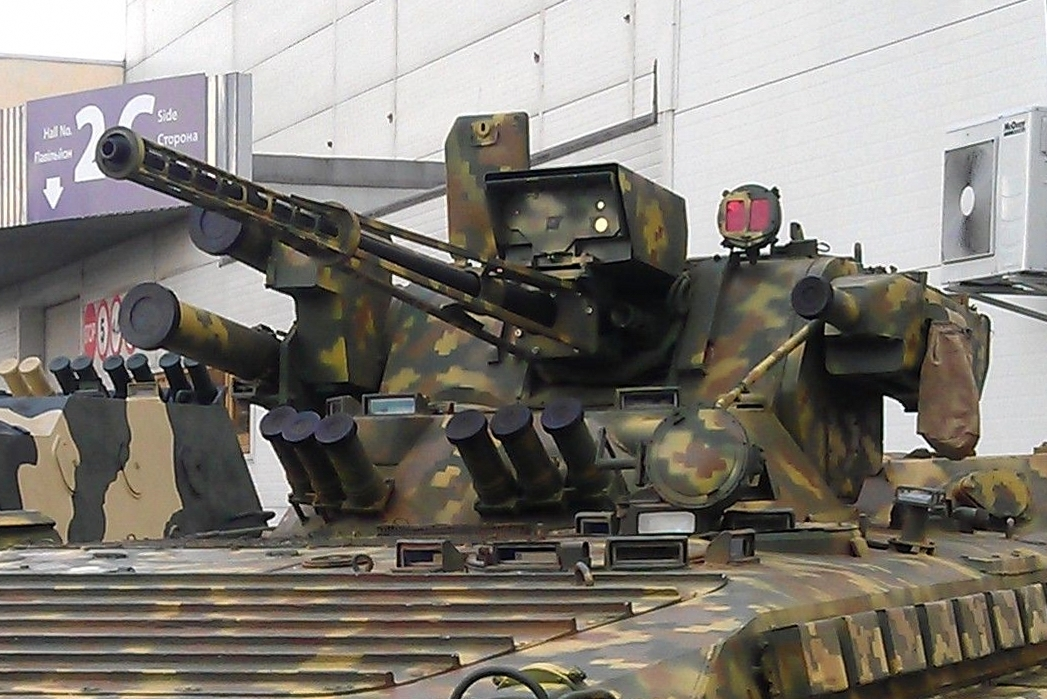
暴风炮塔上的KBA-117
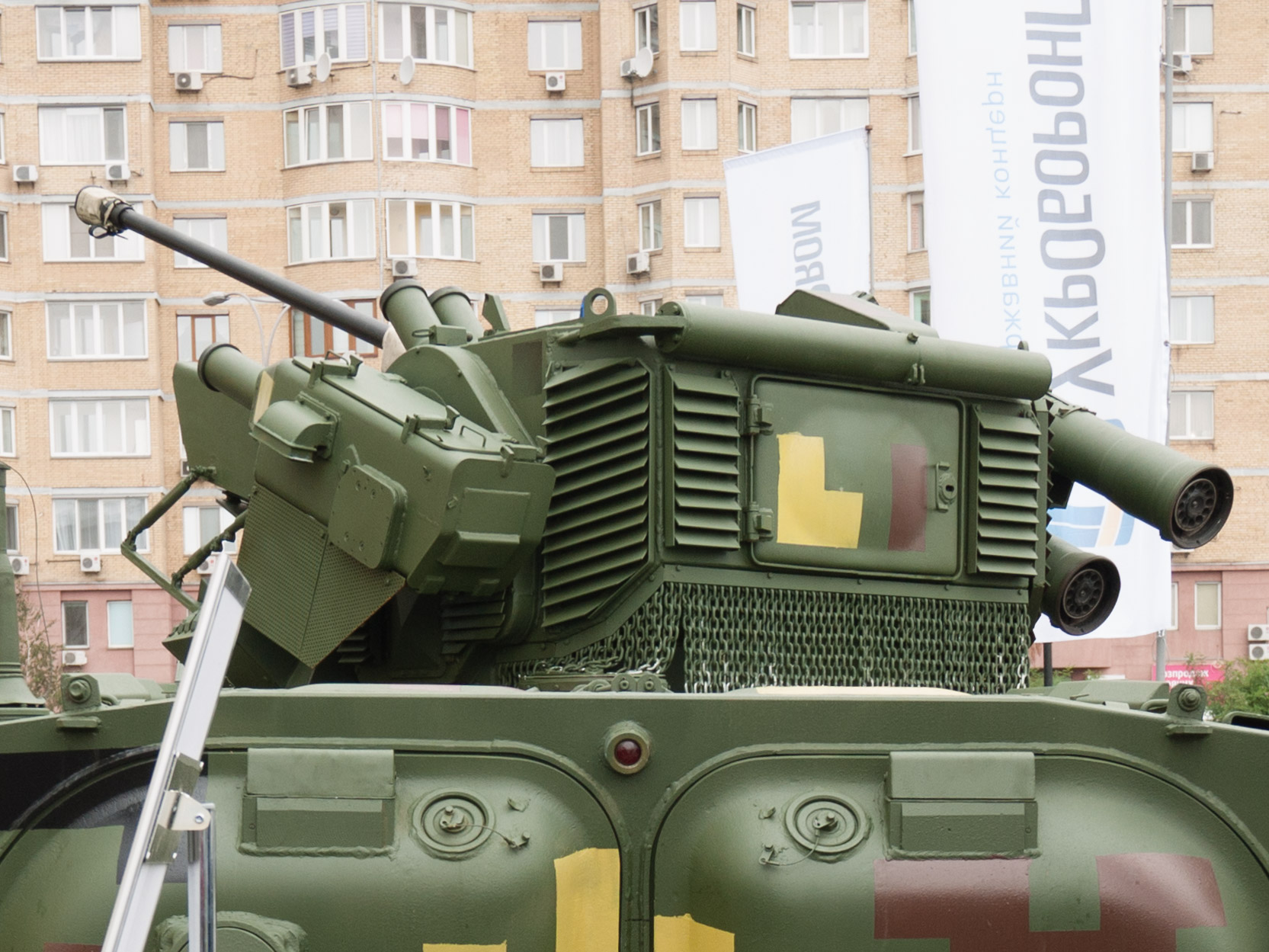
KBA-117后视图（炮塔左侧）

## 相关词条
- AGS-17
- HK GMG——自动榴弹发射器

## 引文
1. ↑  . Украина промышленная. 2014-04-23  [2022-06-11]. （原始内容存档于2018-12-16） （俄语）.
2. ↑  . 2020-12-05. （原始内容存档于2022-06-11） （乌克兰语）.
3. ↑  . （原始内容存档于2016-04-19）.
4. ↑  
Ігор ПАРУБСЬКИЙ. . Народна Армія. Міністерство Оборони України. 2016-04-01  [2016-04-04]. （原始内容存档于2016-04-12）.
5. 1 2 3  . Ukrainian Military Pages. 2020-12-05  [2020-12-07]. （原始内容存档于2020-12-05） （英语）.
6. 1 2 3  .   [2022-06-11]. （原始内容存档于2021-02-25）.
7. ↑  . 乌克兰内政部. 2020-02-17  [2024-10-19]. （原始内容存档于2020-02-18） （乌克兰语）.
8. ↑  . defence-ua.com.   [2022-06-11]. （原始内容存档于2022-06-11） （乌克兰语）.